# Laurel Awards
Les Laurel Awards sont des récompenses du cinéma américaines créées par le magazine Motion Picture Exhibitor et remises de 1948 à 1971 (sauf en 1969) pour honorer des films, des interprètes, des producteurs, des réalisateurs et des compositeurs.
Ce sont les acheteurs de films américains et canadiens qui déterminaient les récipiendaires. Après le vote, les résultats étaient publiés dans le magazine et chaque gagnant se voyait remettre une plaque d'or (Golden Laurel).

## Catégories
- Laurier d'or (Golden Laurel)
- Meilleur film (Best Picture)
- Meilleure comédie (Top Comedy)
- Meilleur drame (Top Drama)
- Meilleur film d'action ou dramatique (Top Action Drama)
- Meilleure comédie musicale (Top Musical)
- Succès de l'année (Sleeper of the Year)
- Meilleure sortie limitée (Top Road Show)
- Meilleur divertissement général (Top General Entertainment)
- Meilleur film étranger (Best Foreign Film)
- Meilleur star féminine (Top Female Star)
- Meilleure actrice dans une comédie (Top/Best Female Comedy Performance)
- Meilleure actrice dans un drame (Top/Best Female Dramatic Performance)
- Meilleure actrice dans un second rôle (Top/Best Female Supporting Performance)
- Meilleure révélation féminine (Top Female New Personality/Female New Face/Star of Tomorrow, Female)
- Meilleur star masculine (Top Male Star)
- Meilleur acteur dans une comédie (Top/Best Male Comedy Performance)
- Meilleur acteur dans un drame (Top/Best Male Dramatic Performance)
- Meilleur acteur dans un second rôle (Top/Best Male Supporting Performance)
- Meilleure révélation masculine (Top Male New Personality/Male New Face/Star of Tomorrow, Male)
- Meilleure interprétation dans un film d'action (Top/Best Action Performance)
- Meilleur réalisateur (Top/Best Director)
- Meilleur réalisateur-producteur (Top/Best Producer/Director)
- Meilleur producteur (Top/Best Producer)
- Meilleure photographie noir et blanc (Top Cinematography, Black and White)
- Meilleur directeur de la photographie (Best Cinematographer)
- Meilleur compositeur (Best Composer)
- Meilleure partition musicale (Top Musical Score)
- Récompense spéciale (Special Award)

## Palmarès
Les lauréats sont indiqués ci-dessous en premier de chaque catégorie et en gras.

### 1949

#### Meilleur réalisateur-producteur
- Cecil B. DeMille

### 1950

#### Meilleure interprétation féminine
- June Allyson pour Un homme change son destin (L'Histoire de Stratton)

#### Meilleure interprétation masculine
- James Stewart pour Un homme change son destin (L'Histoire de Stratton)

#### Meilleur réalisateur-producteur
- Cecil B. DeMille pour Samson et Dalila

### 1951

#### Meilleur acteur dans une comédie
- Clifton Webb pour Treize à la douzaine (Cheaper by the Dozen)

#### Meilleur réalisateur-producteur
- Cecil B. DeMille

### 1952

#### Meilleur réalisateur-producteur
- Cecil B. DeMille

### 1953

#### Meilleur réalisateur-producteur
- Cecil B. DeMille

### 1954

#### Meilleur réalisateur-producteur
- Cecil B. DeMille

### 1955

#### Meilleur réalisateur-producteur
- Cecil B. DeMille

### 1956

#### Meilleur réalisateur-producteur
- Cecil B. DeMille

### 1957

#### Meilleur réalisateur-producteur
- Cecil B. DeMille

### 1958

#### Meilleure star féminine
- Doris Day

#### Meilleure star masculine
- Rock Hudson

#### Meilleur réalisateur
- Fred Zinnemann

#### Meilleur réalisateur-producteur
- Alfred Hitchcock

### 1959

#### Meilleure star féminine
- Doris Day

#### Meilleure star masculine
- Rock Hudson

#### Meilleur réalisateur
- Fred Zinnemann

#### Meilleur réalisateur-producteur
- Alfred Hitchcock

### 1960

#### Meilleure star féminine
- Doris Day

#### Meilleure star masculine
- Rock Hudson

#### Meilleur réalisateur
- Vincente Minnelli

#### Meilleur réalisateur-producteur
- Alfred Hitchcock

### 1961

#### Meilleur divertissement général
- Monte là-d'ssus (The Absent-Minded Professor)

#### Meilleure star féminine
- Doris Day

#### Meilleure star masculine
- Burt Lancaster

#### Meilleur acteur dans une comédie
- Fred MacMurray pour Monte là-d'ssus (The Absent-Minded Professor)

#### Meilleur réalisateur
- Fred Zinnemann

#### Meilleur réalisateur-producteur
- Alfred Hitchcock

#### Meilleure photographie noir et blanc
- Monte là-d'ssus (The Absent-Minded Professor) – Edward Colman

### 1962

#### Meilleure star féminine
- Doris Day

#### Meilleure star masculine
- Rock Hudson

#### Meilleur réalisateur
- Fred Zinnemann

#### Meilleur réalisateur-producteur
- Alfred Hitchcock

### 1963

#### Meilleure comédie
- Après lui, le déluge (Son of Flubber)

#### Meilleure star féminine
- Doris Day

#### Meilleure star masculine
- Rock Hudson

#### Meilleur acteur dans une comédie
- Fred MacMurray pour Après lui, le déluge (Son of Flubber)

#### Top personnalité masculine
- Peter O'Toole pour Lawrence d'Arabie

#### Meilleur réalisateur
- Fred Zinnemann

#### Meilleur réalisateur-producteur
- Billy Wilder

### 1964

#### Meilleure star féminine
- Doris Day

#### Meilleure star masculine
- Cary Grant

#### Meilleur réalisateur
- Fred Zinnemann

#### Meilleur réalisateur-producteur
- Alfred Hitchcock

### 1965

#### Meilleure star féminine
- Elizabeth Taylor

#### Meilleure star masculine
- Jack Lemmon

#### Meilleur réalisateur
- George Cukor

#### Meilleur réalisateur-producteur
- Mervyn LeRoy

### 1966

#### Meilleure star féminine
- Elizabeth Taylor

#### Meilleure star masculine
- Cary Grant

#### Meilleur réalisateur
- David Lean

#### Meilleur réalisateur-producteur
- Alfred Hitchcock

### 1967

#### Meilleure star féminine
- Julie Andrews

#### Meilleure star masculine
- Jack Lemmon

#### Meilleur réalisateur
- Henry Hathaway

#### Meilleur réalisateur-producteur
- Robert Wise

### 1968

#### Meilleur film d'action ou dramatique
- La Planète des singes (Planet of the Apes)

#### Meilleure star féminine
- Julie Andrews

#### Meilleure star masculine
- Paul Newman

#### Meilleur réalisateur
- Norman Jewison

#### Meilleur réalisateur-producteur
- Robert Wise

### 1970

#### Meilleure comédie
- Un amour de Coccinelle (The Love Bug)

#### Meilleure star féminine
- Katharine Hepburn

#### Meilleure star masculine
- Paul Newman

#### Meilleur acteur dans une comédie
- Dean Jones pour Un amour de Coccinelle (The Love Bug)

#### Meilleur réalisateur
- Mike Nichols

#### Meilleur réalisateur-producteur
- Alfred Hitchcock

### 1971

#### Meilleur film
- Patton de Franklin J. Schaffner

#### Meilleur film étranger
- L'Enfant sauvage de François Truffaut ( France)

#### Meilleure star féminine
- Katharine Hepburn

#### Meilleure star masculine
- Dustin Hoffman

#### Meilleur réalisateur
- Mike Nichols

#### Meilleur réalisateur-producteur
- Alfred Hitchcock